# Ostkaka
El ostkaka (‘pastel de queso’ en sueco), también conocido como pastel de queso sueco, es un postre sueco que tiene su origen en dos regiones diferentes del país: Hälsingland y Småland (hay algunas diferencias entre el ostkaka de Hälsingland y el de Småland). Este plato suele comerse templado con mermelada de mora de los pantanos y nata montada, o con fruta o helado, y tiene un suave sabor a almendra amarga.

## Recetas tradicionales
El ostkaka se produce tradicionalmente añadiendo cuajo a la leche y dejando que la caseína coagule. Se añade nata, azúcar, huevo, almendra y almendra amarga para formar la masa. Entonces se cuece en un horno y se sirve templado, nunca caliente ya que esto anularía su delicado sabor.
Tradicionalmente la variedad de Småland se hornea en una olla de cobre grande. Esto da pie a la tradición de dejar que los invitados toman sus porciones del centro del ostkaka, para evitar así los restos de cobre que hayan podido pasar a la mezcla cuando entró al contacto con la olla.

## Recetas simplificadas
Como el proceso de cuajar la leche es algo complicado, las recetas simples destinadas a la preparación casera emplean en su lugar queso fresco como base para simular la textura original del postre.

## Día Nacional
Desde 2004 el Día del Ostkaka se celebra cada 14 de noviembre en Suecia. Esta fiesta fue creada y promocionada por Ostkakans vänner (‘Amigos del ostkaka’), una organización sin ánimo de lucro fundada en la primavera de 2003.